# Premis Ciutat de Barcelona (còmic)
Els premis Ciutat de Barcelona, instaurats el 1984, foren els primers premis que va concedir el Saló Internacional del Còmic de Barcelona, quan Ficomic enara no existia. Foren concebuts per tal de recompensar les obres de còmic més destacades i interessants publicades des de la celebració de l'anterior edició del Saló.
En el seu primer any, els premis Ciutat de Barcelona es van concedir en dues modalitats: l'estatal i la internacional. La modalitat estatal comprenia deu categories i la internacional cinc. Les categories de la modalitat estatal estaven formades pel premi al conjunt de l'obra, el millor còmic, el millor dibuixant, el millor guionista, la millor publicació periòdica, la millor portada, la millor edició, el millor treball divulgatiu en premsa i altres mitjans de comunicació, la millor recerca i la millor tècnica. A més, el 1984 el palmarès va incloure un premi especial del jurat i una categoria reservada a la il·lustració, amb dos premis que foren suprimits en les edicions següents. Respecte a la modalitat internacional, les categories es van limitar a cinc: el premi al conjunt de l'obra, el millor còmic, el millor dibuixant, el millor guionista i la millor publicació periòdica.
El 1986 fou el darrer any en què es van concedir els premis Ciutat de Barcelona al Saló del Còmic. A partir de 1988, s'atorgaria el Gran Premi del Saló, el premis a la millor obra i el premi a l'autor revelació. Un any més tard, el 1989, aquest palmarès s'ampliaria amb el premi a la millor obra estrangera i el premi al millor fanzine.

## Categoria estatal

### Premi al conjunt de l'obra
També conegut com a premi al reconeixement a tota una vida dedicada al còmic.
| Any  | Autor           |
| ---- | --------------- |
| 1984 | Ambrós          |
| 1985 | Alfons Figueras |
| 1986 | Josep Escobar   |

### Millor còmic
| Any  | Guanyador                      | Autor           |
| ---- | ------------------------------ | --------------- |
| 1984 | El prisionero de las estrelles | Alfonso Font    |
| 1985 | Torpedo                        | Abulí i Bernet  |
| 1985 | Psico killer                   | Miguel Gallardo |
| 1986 | Rambla arriba, rambla abajo... | Carlos Giménez  |

### Millor dibuixant
| Any  | Autor           |
| ---- | --------------- |
| 1984 | Juan Giménez    |
| 1985 | Jordi Bernet    |
| 1986 | Rubén Pellejero |

### Millor guionista
| Any  | Autor                 | Còmic                 |
| ---- | --------------------- | --------------------- |
| 1984 | T.P. Bigart           | Joan Tharrats Pascual |
| 1985 | Enrique Sánchez Abulí |                       |
| 1986 | Juan Mediavilla       |                       |

### Millor publicació periòdica
| Any  | Revista             |
| ---- | ------------------- |
| 1984 | Cairo               |
| 1985 | El Víbora           |
| 1986 | Comix Internacional |

### Millor portada
| Any  | Còmic/Revista                              |
| ---- | ------------------------------------------ |
| 1984 | Madriz nr. 4                               |
| 1985 | Premi no concedit                          |
| 1986 | Cimoc nr. 64 (il·lustrador: Antoni Garcés) |

### Millor edició
| Any  | Publicació                              | Editorial |
| ---- | --------------------------------------- | --------- |
| 1984 | El archivo secreto del comisario Kelele | Norma     |
| 1985 | Col·lecció Misión Imposible             | Complot   |
| 1986 | Los derechos humanos                    | Ikusager  |

### Millor treball de divulgació
| Any  | Autor         |
| ---- | ------------- |
| 1984 | Josep Toutain |
| 1985 | -             |
| 1986 | Manuel Darias |

### Millor recerca
Aquest premi també és conegut per "millor recerca del gènere" o "millor recerca en el món del còmic".
| Any  | Autor                   |
| ---- | ----------------------- |
| 1984 | Antonio Remesar         |
| 1985 | Antonio Martín          |
| 1986 | Acadèmia de Còmics Joso |

### Millor tècnica
Premi a la millor tècnica o al millor treball tècnic.
| Any  | Autor             |
| ---- | ----------------- |
| 1984 | Martí Ripoll      |
| 1985 | Premi no concedit |
| 1986 | Eduard Bosch      |

### Altres premis
| Any  | Modalitat                                | Guanyador        |
| ---- | ---------------------------------------- | ---------------- |
| 1984 | Premi especial del jurat¹                | Miguel Calatayud |
| 1984 | Millor dibuixant d'il·lustració aplicada | Ayax Barnes      |
| 1984 | Millor dibuixant d'il·lustració aplicada | Montse Ginesta   |
| 1984 | Millor obra editada²                     | -                |

¹ El premi especial del jurat fou destinat a Miguel Calatayud, per la seva condició de creador d'una escola gràfica.
² El jurat d'aquesta categoria, formada pels il·lustradors Aurora Altisent, Francesc Consesa, Joan Ferrándiz i Núria Ventura, va decidir de declarar desert el premi a la millor edició degut a la manca de participació per part del sector editorial.

## Categoria internacional

### Premi al conjunt de l'obra
| Any  | Revista         | País         |
| ---- | --------------- | ------------ |
| 1984 | Alberto Breccia | Argentina    |
| 1985 | Will Eisner     | Estats Units |
| 1986 | Milton Caniff   | Estats Units |

### Millor còmic
| Any  | Còmic        | Autor                    | País         |
| ---- | ------------ | ------------------------ | ------------ |
| 1984 | A life force | Will Eisner              | Estats Units |
| 1985 | Verano indio | Hugo Pratt i Milo Manara | Itàlia       |
| 1986 | Fuochi       | Lorenzo Mattotti         | Itàlia       |

### Millor dibuixant
| Any  | Autor          | País         |
| ---- | -------------- | ------------ |
| 1984 | Enki Bilal     | França       |
| 1985 | Mort Drucker   | Estats Units |
| 1986 | Howard Chaykin | Estats Units |

### Millor guionista
| Any  | Autor              | País      |
| ---- | ------------------ | --------- |
| 1984 | Carlos Sampayo     | Argentina |
| 1985 | Giancarlo Berardio | Itàlia    |
| 1986 | Carlos Trillo      | Argentina |

### Millor publicació periòdica
| Any   | Revista                                          | País      |
| ----- | ------------------------------------------------ | --------- |
| 1984  | Corto Maltese (editorial: Milano Libri Edizioni) | Itàlia    |
| 1985¹ | Fierro                                           | Argentina |
| 1986  | A suivre                                         | França    |

¹ El 1985 el jurat també va fer dues mencions especials, una a la revista italiana Glamour i l'altra a la revista francesa d'estudis sobre el còmic Cahiers de la BD.